# Renato Zorzolo
Renato Zorzolo (Mortara, 17 marzo 1922 – ...) è stato un calciatore italiano, di ruolo attaccante.

## Carriera
Esordisce tra i professionisti nella stagione 1940-1941, nel corso della quale realizza 5 reti in 25 presenze nel campionato di Serie C con la maglia del Vigevano; nella stagione 1941-1942 continua a giocare regolarmente da titolare per i lombardi (20 presenze su 30 incontri di campionato) e realizza 12 reti. Torna a giocare nel Vigevano anche al termine della Seconda guerra mondiale e della relativa sospensione dei campionati per motivi bellici: nella stagione 1945-1946 disputa infatti 20 partite (su 22 giornate di campionato) in seconda divisione, segnando una rete. Gioca poi in Serie B anche nella stagione 1946-1947, nella quale mette a segno 4 reti in 28 presenze nel campionato cadetto con la maglia del Lecco. A fine anno passa al Mortara, club della sua città natale, con cui nella stagione 1948-1949 conquista un terzo posto in classifica nel girone A di Serie C, a tre punti dal Fanfulla promosso in Serie B, contribuendo al piazzamento in campionato con 4 reti in 27 presenze. Nella stagione seguente il club lombardo sfiora nuovamente la promozione in seconda divisione (viene preceduto solo dal Seregno vincitore del campionato), e Zorzolo realizza altre 4 reti in 37 presenze. Infine, nella stagione 1950-1951, pur segnando 11 reti in 33 presenze (suo miglior bottino stagionale con la maglia del Mortara), non riesce ad impedire la retrocessione in Promozione del club, che termina il campionato di Serie C all'ultimo posto in classifica.